# Linearität (Systemtheorie)
Die Linearität ist in der interdisziplinären Systemtheorie wie der Kybernetik ein wichtiges Klassifizierungsmerkmal von Systemen. Es werden lineare und nichtlineare Systeme unterschieden.
Ein System ist dann linear, wenn die beiden folgenden Kriterien erfüllt sind:
1. Wenn eine Eingangsgröße {\displaystyle x} zu einer Ausgangsgröße {\displaystyle X} führt, wird eine Eingangsgröße von {\displaystyle a\cdot x} zu einer Ausgangsgröße von {\displaystyle a\cdot X} führen. Anders ausgedrückt, die Magnitude (Größenordnung) der Eingangsgröße ist proportional zur Magnitude der Ausgangsgröße des Systems.
2. Wenn eine Eingangsgröße {\displaystyle x} zu einer Ausgangsgröße {\displaystyle X} führt und eine Eingangsgröße {\displaystyle y} zu einer Ausgangsgröße {\displaystyle Y} führt, so verursacht eine Eingangsgröße {\displaystyle x+y} eine Ausgangsgröße {\displaystyle X+Y}. Anders ausgedrückt, das System behandelt zwei simultane Eingangsgrößen voneinander unabhängig und diese interagieren innerhalb des Systems nicht miteinander.

Dabei ist zu beachten, dass in diesen Kriterien keinerlei Aussage steckt, wonach die Ausgangsgröße gleich der Eingangsgröße wäre, oder dieser auch nur ähnelt. Beispielsweise könnte die Eingangsgröße ein elektrischer Strom sein und die Ausgangsgröße eine Temperatur. Im Falle mechanischer Strukturen wie z. B. Maschinen könnte man eine schwingende Kraft als Eingangsgröße und eine messbare Schwingung (Bewegung) als Ausgangsgröße vorstellen.
Implizit aus diesen Kriterien ergibt sich die Systemeigenschaft, dass lineare Systeme keinerlei Frequenzen am Ausgang produzieren, die nicht schon am Eingang vorhanden sind.
Weiterhin kennt die Systemtheorie auch noch lineare, zeitinvariante, dynamische Systeme.